# Lemsterland
Lemsterland  è stata una municipalità dei Paesi Bassi situata nella provincia della Frisia e soppressa il 1º gennaio 2014. Il suo territorio è andato a costituire parte della nuova municipalità di De Friese Meren.